# San Pablo (Chile)
A vila de San Pablo é uma comuna chilena, localizada na Província de Osorno, Região de Los Lagos. Sua capital comunal é o centro urbano de San Pablo.  
San Pablo localiza-se aproximadamente a 27 km a norte da cidade de Osorno. Limita-se com as comunas de La Unión e Río Bueno (a Norte); Osorno (a Sul); Puyehue (a Leste); San Juan de la Costa (a Oeste). A zona é cortada pelos rios Pilmaiquén e Bueno. 
A comuna, cuja superfície total é de 637 km², é majoritariamente rural e abriga uma população de 10.162 habitantes (segundo o censo de 2002). 